# Museo de Janzur
El Museo de Janzur (también conocido como el Museo Janzour) es un museo situado en Janzur, una localidad del país africano de Libia. El museo exhibe un complejo funerario que aún está en fase de excavación por parte del Departamento de Arqueología de Trípoli.